# Louis Zutter
Louis Arnold Zutter (* 2. Dezember 1865 in Les Ponts-de-Martel; † 10. November 1946 in Boudry) war ein Schweizer Turner. Er ging als erster Olympiasieger der Schweiz in die Geschichte ein.
Zutter war wohnhaft in Peseux und Mitglied der Turngesellschaft La Société des Amis gymnastes de Neuchâtel. Er reiste 1896 als Privatmann nach Athen, um dort an den I. Olympischen Sommerspielen teilnehmen zu können.
In den vier Wettbewerben, bei denen er an den Start ging, konnte er sich gegen die starke Konkurrenz aus Deutschland und Griechenland gut behaupten. Mit seiner Silbermedaille (damals 1. Platz) am Seitpferd wurde er der erste Olympiasieger der Schweiz. Zwei Bronzemedaillen (für zweite Plätze) gewann er am Barren und am Pferdsprung.